# بیسمارک/کلدن
بیسمارک/کلدن (به آلمانی: Verwaltungsgemeinschaft Bismark/Kläden) یک منطقهٔ مسکونی در آلمان است که در زاکسن-آنهالت واقع شده‌است. بیسمارک/کلدن ۹٬۸۷۷ نفر جمعیت دارد.